# Spazio, tempo e mistero
Spazio, tempo e mistero (The Book of Fritz Leiber, letteralmente "Il libro di Fritz Leiber") è una raccolta di racconti e articoli dello scrittore statunitense Fritz Leiber. Fu pubblicata per la prima volta nel gennaio 1974 da DAW Books entro la collana DAW Collectors ed è stata tradotta in italiano da Arnoldo Mondadori Editore in Oscar 1939 nel 1987.
Va a comporre un dittico monografico dedicato a Leiber assieme al volume Spazio, tempo e altri misteri (The Second Book of Fritz Leiber), edito sempre da DAW nel 1975 e tradotto sempre da Mondadori nel 1991. Pochi anni dopo le due raccolte sarebbero state riunite nell'omnibus The Book of Fritz Leiber, Volume I & II (Gregg Press, 1980), di cui non esiste un corrispettivo italiano. 
I due volumi costituiscono la prima di tre retrospettive sull'opera di Leiber pubblicate in rapida successione a metà degli anni Settanta, assieme ai Il meglio di Fritz Leiber (Sphere Books e Doubleday, 1974) e a The Worlds of Fritz Leiber (Ace Books, 1976). 

## Struttura
Il volume comprende una prefazione di Leiber, dieci racconti fantasy, fantascientifici e horror, e nove articoli intervallati ai racconti stessi, di modo che ogni racconto tranne l'ultimo sia seguito da un articolo di argomento affine. Otto articoli e otto racconti erano già apparsi su varie riviste o (in un caso) in un'antologia miscellanea, mentre il nono articolo e gli ultimi due racconti furono composti appositamente per questa raccolta. Fra i testi narrativi uno appartiene al ciclo della Guerra del Cambio e uno (inedito) alla saga di Fafhrd e il Gray Mouser; quest'ultimo confluì tre anni dopo nella raccolta Spade tra i ghiacci (Swords and Ice Magic, Ace Books, 1977).
La traduzione italiana Mondadori fu condotta da Giuseppe Lippi.

## Contenuti
Per ogni testo apparso originariamente su rivista o in antologia si indica anche la prima edizione; cinque dei dieci racconti erano già apparsi in italiano in traduzioni precedenti, di cui si forniscono in nota i riferimenti.
- Prefazione di Fritz Leiber
- "Il ragno" ("The Spider"), Rogue gennaio 1963.
- «I mostri e i loro amici» («Monsters and Monster Lovers»), composto nel 1962 e pubblicato in Fantastic marzo 1965.
- "Una corsa nello spazio" ("A Hitch in Space"), Worlds of Tomorrow agosto 1963.
- «Molecole caldissime e freddissime» («Hottest and Coldest Molecules»), Science Digest marzo 1952.
- "Kindergarten" ("Kindergarten"), The Magazine of Fantasy and Science Fiction aprile 1963.[2]
- «Quelle tremende parole straniere» («Those Wild Alien Words: I»), inedito; la seconda parte appare in Spazio, tempo e altri misteri.
- "Annaoj la Pazza" ("Crazy Annaoj"), Galaxy Magazine febbraio 1968.
- «Abbattere la macchina dell'io» («Debunking the I Machine»), in un numero imprecisato della fanzine New Purposes databile al 1949.
- "Quando muoiono gli ultimi dei" ("When the Last Gods Die"), The Magazine of Fantasy and Science Fiction dicembre 1951.[3]
- «Re Lear» («King Lear»), composto per la compagnia teatrale della famiglia Leiber nella stagione 1934-1935.
- "La casa del passato" ("Yesterday House"), Galaxy Science Fiction agosto 1952.[4]
- «Il ciclo della Conoscenza» («After Such Knowledge»), recensione del romanzo Pasqua Nera (Black Easter) di James Blish apparsa su Fantastic nel 1969.
- "La mossa del Cavallo" ("Knight to Move"), Broadside Magazine dicembre 1965. Racconto della Guerra del Cambio.
- «Il fantastico mondo del Cavallo» («Weird World of the Knight», originariamente intitolato «Topsy-Turvy World of the Knight»), California Chess Review gennaio 1960.
- "Per Arkham ad Astra" ("To Arkham and the Stars"), nell'antologia The Dark Brotherhood and Other Pieces, a cura di August Derleth, Arkham House, 1966.[5]
- «Lovecraft: nuove considerazioni» («"The Whisperer" Re-Examined»), Haunted dicembre 1964.
- "La bella e le bestie" ("Beauty and the Beasts"), inedito del ciclo di Fafhrd e il Gray Mouser.[6]
- «Botte e magia» («Masters of Mace and Magic»), recensioni di opere di E. R. Eddison e Robert E. Howard apparse su Fantastic nel 1968.
- "Gatti" ("Cat's Cradle"), inedito auto-conclusivo.